# Bataille du Rio de la Plata
Cet article concerne la bataille en elle-même. Pour le film de 1956, voir La Bataille du Rio de la Plata.
Seconde Guerre mondiale
Batailles
Bataille de l'Atlantique
- Bataille des Caraïbes
- Blocus allié de l'Allemagne
- Guerre météorologique
- Bataille du Rio de la Plata
- Opération Berlin
- Bataille du détroit de Danemark
- Opération Neuland
- Torpedo Alley
- Opération Paukenschlag
- Opération Postmaster
- Opération Cerberus
- Opération Biting
- Opération Chariot
- Bataille du Saint-Laurent
- Opération Frankton
- Bataille de la mer de Barents
- Mai Noir
- Bataille du cap Nord
- Opération Stonewall
- Opération Teardrop

Front d'Europe de l'ouest

Front d'Europe de l'est

Campagnes d'Afrique, du Moyen-Orient et de Méditerranée

Guerre du Pacifique

Guerre sino-japonaise

Théâtre américain
La bataille du Rio de la Plata, le 13 décembre 1939, fut la première bataille navale importante de la Seconde Guerre mondiale. Elle eut lieu sur le Río de la Plata, un estuaire situé entre l'Argentine et l'Uruguay. La bataille fut la conclusion de la chasse entamée par les Britanniques de la Home Fleet à l'encontre du cuirassé de poche allemand l'Admiral Graf Spee, et se termina par le sabordage du cuirassé. La visibilité de l'évènement, qui se passa sous les yeux de la population uruguayenne, ainsi que les décisions du commandant allemand furent la cause de nombreuses réactions et débats.

## Le contexte
Le Graf Spee, cuirassé de poche de 12 500 t, six pièces de 280 mm, huit pièces de 150 mm et six pièces de 105 mm, 27 kilomètres de portée, 26 nœuds, était depuis trois mois en campagne contre les navires marchands britanniques dans l'océan Atlantique. Le commandant allemand Langsdorff n'avait pas attaqué les navires de guerre de la flotte britannique ni tué de commerçants britanniques, mais il avait coulé 50 089 tonnes de marchandises. Il avait arraisonné et coulé neuf navires marchands en divers endroits de l'Atlantique, sa vitesse lui permettant de quitter rapidement les lieux de ses attaques. Ces opérations allemandes avaient poussé les Alliés à mobiliser une importante flotte de 270 000 tonnes de navires de guerre pour retrouver le navire allemand et le couler. Le commandant Langsdorff, après avoir découvert à bord de sa dernière victime des documents indiquant les routes marchandes britanniques, mit le cap vers le sud-ouest.
Henry Harwood, alors récemment promu commodore de la flottille de l'Amérique du sud de la Royal Navy (la force G),,, estima que la zone du Río de la Plata, où transitaient de nombreux bateaux de commerce, pouvait être une cible de choix pour le bateau allemand. Il y plaça donc en attente ses navires disponibles, le croiseur lourd HMS Exeter qu'il commandait avec le captain F._S._Bell (en), et les croiseurs légers HMS Ajax et HMNZS Achilles,

## La bataille
Le 13 décembre 1939 à six heures du matin, la force G, qui se trouvait à 35° de latitude sud et 45° de longitude ouest et se dirigeait vers le nord, aperçut le Graf Spee au nord-ouest. Le commodore Harwood demanda au croiseur lourd Exeter de virer vers l'ouest, alors que les deux autres navires allèrent à la rencontre du bateau allemand.

### Le combat du 13 décembre 1939
Le cuirassé allemand se trouva donc vite pris en tenaille entre les navires britanniques, et le combat commença. Le commandant Langsdorff choisit de concentrer ses tirs sur l'Exeter, isolé au sud. Il utilisa pour cela ses tourelles de 280 mm, réservant ses canons plus légers pour maintenir les deux autres croiseurs à distance. Pendant vingt minutes, la cible principale du cuirassé fut donc l'Exeter, qui subit de gros dégâts. L'Exeter tenta de torpiller le Graf Spee sans succès, et vers les 6 h 50, le bateau était pratiquement hors-de-combat : seul un de ses canons était opérationnel ; la passerelle de commandement, le contrôle de tir, les communications internes et externes furent détruits, et une voie d'eau provoqua une gîte de 7°. Pour autant, l'Exeter continua de combattre jusqu'à 7 h 30, après quoi il tenta de regagner les îles Malouines.
Les croiseurs légers Ajax et Achilles, de leur côté, harcelaient le Graf Spee par le nord : ils tentèrent de s'approcher à partir de 7 h 10, pour soulager l'Exeter. Les échanges de tirs de canon et de torpilles reprirent. Le Graf Spee, bien qu'il évitât toutes les torpilles, reçut plusieurs obus. Il utilisa ses canons de 280 mm pour éloigner les croiseurs britanniques, les touchant plusieurs fois. L'Ajax, en particulier, fut sérieusement endommagé après plusieurs tirs au but. L'Exeter, bien que très endommagé, tenta une fois d'attaquer à nouveau le Graf Spee, sans résultat. Vers 7 h 30, le commodore britannique décide de rompre le combat et de se contenter de filer le Graf Spee. L'Exeter était hors-de-combat, l'Ajax sérieusement touché ; suivre le cuirassé allemand permettait de l'empêcher de nuire aux navires marchands, et d'envisager que d'autres unités de la marine alliée, éventuellement plus lourdes, puissent les rejoindre sur les lieux du combat.

### La fuite vers Montevideo
Le Graf Spee fait alors route vers le nord-ouest, en direction de l'embouchure du Rio de la Plata, en maintenant ses poursuivants à distance par des tirs sporadiques. Cette fuite fut beaucoup commentée par la suite. De fait, le navire allemand était encore manœuvrable, et sa puissance de feu quasiment intacte. En revanche, il avait subi des dégâts qui prenaient de l'importance sur le long terme : presque toutes les coqueries étaient détruites, ainsi que les installations d'eau ; les munitions étaient estimées insuffisantes pour se battre pendant plus de trois quarts d'heure. De plus, les obus alliés avaient percé deux trous, dont un de deux mètres sur deux, dans le blindage avant près de la ligne de flottaison. Le commandant du Graf Spee ne pouvait pas espérer gagner un port ami, encore moins un port allemand trop éloigné de la zone. Poursuivi par des navires alliés et vu l'état général du cuirassé, cela était impossible à réaliser.
Aussi le commandant du Graf Spee fit-il route vers le port de Montevideo, avec l'accord de l'amiral Raeder. Il longea les côtes uruguayennes, offrant le rare spectacle d'une bataille navale aux Uruguayens. En fin de journée, juste avant la nuit, une dernière salve fut tirée de part et d'autre, sans conséquences pour les navires, mais qui provoqua un incident diplomatique : le croiseur Uruguay en fut témoin, et son pays revendiquant le Rio de la Plata comme partie de ses eaux intérieures, y vit une violation de sa neutralité. L'Angleterre et l'Allemagne, en revanche, ne reconnaissaient pas cette exigence et affirmèrent donc s'être bien conformées aux règles en vigueur. Le cuirassé entra dans le port à 22 h 50 (heure locale), et s'ouvrit à une délégation de deux officiers de marine, à la demande du ministère de la Défense uruguayenne. Six matelots gravement blessés furent transférés à terre, ainsi que les soixante et un prisonniers capturés lors des précédentes attaques de bateaux commerciaux. Les bateaux britanniques, eux, restèrent à distance du port.

### L'attente
La première réaction du gouvernement uruguayen fut d'accorder au Graf Spee 48 heures de présence pour qu'il puisse réparer ses avaries, soit 24 heures de plus que le délai prévu par les conventions de La Haye d'octobre 1907. Le bateau ne put rester plus longtemps dans ce port neutre, sous peine d'être désarmé et son équipage interné. La population uruguayenne, plutôt opposée à l'Allemagne nazie, ne fit pas d'efforts pour aider le navire allemand : plusieurs entreprises locales, dépendantes d'armateurs anglais, refusèrent d'assister les matelots pour les réparations du Graf Spee. Un technicien allemand venu de Buenos Aires estima à quatorze jours le travail nécessaire à la remise en état du navire, mais le délai ne fut allongé qu'à 72 heures par les autorités.
De leur côté, les Britanniques tentèrent d'« intoxiquer » les marins du Graf Spee, leur faisant craindre l'arrivée de lourds renforts. Cette idée était pour le commandant allemand d'autant plus plausible qu'étonné par la combativité des navires ennemis, il soupçonnait déjà l'arrivée imminente de renforts anglais. De plus, la faible profondeur d'eau dans le Rio aurait désavantagé le cuirassé allemand lors de manœuvres de combat. La sortie du port se révélait donc plus qu'incertaine. L'amirauté britannique n'avait en fait à sa disposition que le croiseur lourd HMS Cumberland, venu des îles Malouines. Le porte-avions Ark Royal et le croiseur de bataille Renown étaient en chemin, mais n'arriveraient pas à temps, à moins que le départ du cuirassé allemand fût retardé. La tactique des diplomates britanniques à Montevideo changea donc totalement. Ils invoquèrent à nouveau les conventions de La Haye, mais cette fois pour protéger un cargo anglais qui venait de quitter le port, et demandèrent que le Graf Spee attende 24 heures de plus avant de quitter lui aussi le port. La même raison fut invoquée le jour suivant, mais le gouvernement uruguayen, conscient de la manœuvre, et pressé de voir les canons du cuirassé s'éloigner de leur capitale, refusa.

### Le sabordage

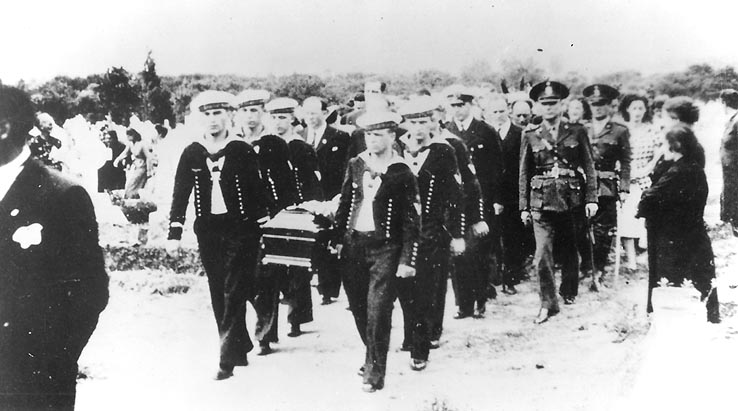
Enterrement d'un marin du Graf Spee.

Le commandant Langsdorff, persuadé de trouver plusieurs navires de guerre britanniques à la sortie du port, sachant son navire incapable de combattre longtemps ou de traverser l'Atlantique, ne voulut pas envoyer ses hommes inutilement à la mort. Il décida donc de saborder son navire, respectant en cela les instructions de l'amiral Raeder approuvées par Hitler, à savoir qu' « il est autorisé à tenter une sortie vers Buenos Aires, mais qu'en aucun cas il ne laisse interner ou capturer son cuirassé. Plutôt le saborder. ». L'idée d'atteindre Buenos Aires pour y réparer le cuirassé et attendre l'aide d'U-Boote fut un moment envisagée, mais finalement abandonnée : cela aurait été prendre le risque de voir son navire coulé dans les eaux peu profondes de la côte, permettant aux Britanniques de le renflouer pour leur compte.
Le 17, une partie de l'équipage fut transférée discrètement sur le Tacoma, un vapeur marchand allemand de 600 tonnes présent dans le port depuis quelques jours. L'autre partie s'occupa de détruire les appareillages qui ne devaient pas tomber dans des mains ennemies. Ironie du sort, l'ambassade d'Allemagne annonça l'arrivée de l'Ark Royal et du Renown dans le port de Rio de Janeiro au début de l'après-midi du même jour ; les navires anglais n'étaient donc pas à l'affût du Graf Spee, mais il était trop tard pour le commandant Langsdorff pour faire machine arrière. À 18 h 15, le navire leva l'ancre, mit le cap à l'ouest vers Buenos Aires, s'arrêta au milieu de l'estuaire, et attendit. Deux remorqueurs et un chaland, dépêchés d'Argentine, récupérèrent l'équipage restant à bord du Graf Spee. Aux environs de 20 heures, six charges explosives détruisirent le cuirassé qui se posa sur la vase du fleuve.
Les hommes d'équipage, ramenés en Argentine, pays non belligérant, y furent internés. Le commandant Langsdorff se suicida dans la nuit du 19 au 20 décembre dans sa chambre d'hôtel.

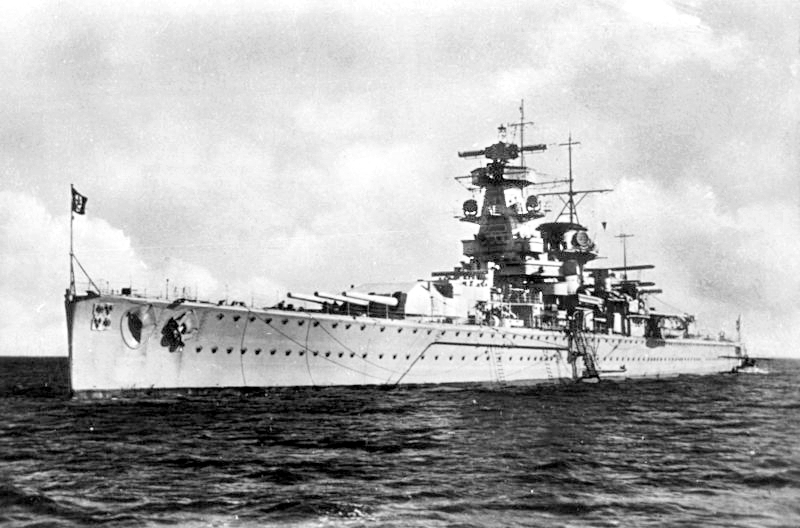
L'Admiral Graf Spee
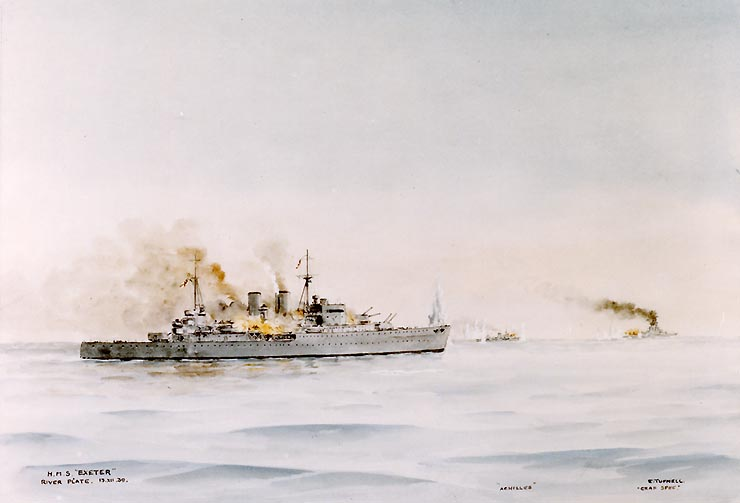
Le HMS Exeter
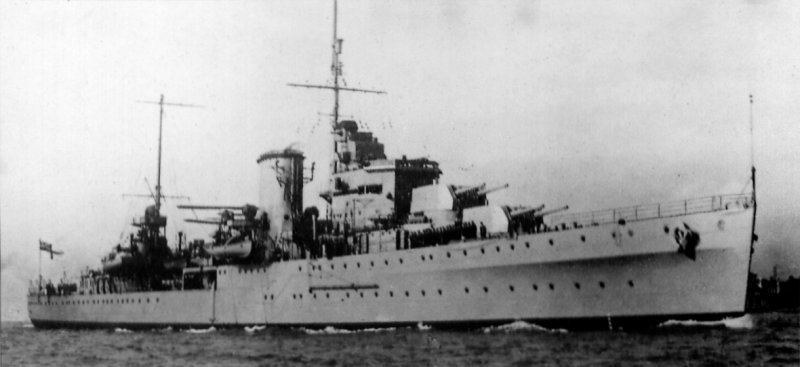
Le HMS Ajax
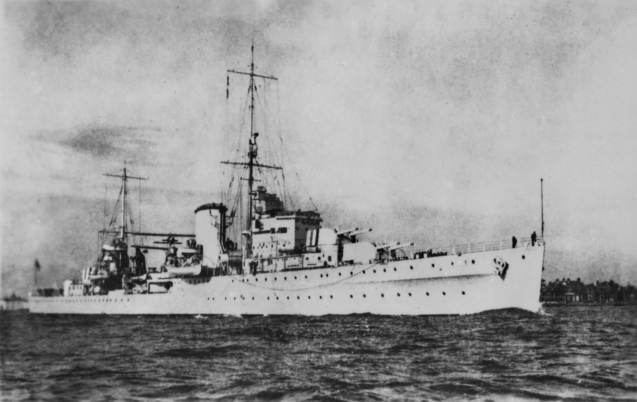
Le HMNZS Achilles

## Radars
Même si la destruction des matériels et documents sensibles avait été effectuée avec une relative efficacité , l'épave du Graf Von Spee restait en grande partie hors de l'eau, enfoncée jusqu'à la lisse du pont dans l'estuaire peu profond du Rio de la Plata. Les anglais missionnèrent un spécialiste du renseignement scientifique naval, le Lieutenant de vaisseau Bainbridge-Bell , compétent en matière d'électronique et en particulier de radar . Il se fit déposer sur l'épave par un petit bateau et put, malgré les destructions opérées, glaner un certain nombre de renseignements techniques sur le radar FMG 395 (dit aussi "Seetakt") installé sur les superstructures du Graf Von Spee. LE FMG (Les lettres signifient Funk Messe -radar dans ce contexte- GEMA - le nom du fabricant). À la suite du rapport de Bainbridge Bell, les Anglais purent évaluer la qualité du radar de pointage allemand, dont la précision était très supérieure à la fois aux meilleurs télémètres optiques et à la dispersion des canons utilisés sur des croiseurs lourds.